# Лисичанский государственный горно-индустриальный колледж
Лисичанский государственный горно-индустриальный колледж (укр. Лисичанський державний гірничо-індустріальний коледж) — профессионально-техническое учебное заведение в г. Лисичанск, основанное в 1872 году. В 2022 году сгорел вследствие российского обстрела.

## История
Лисичанский горный техникум был основан 21 мая 1872 года, как штейгерская школа, Положением о Лисичанской штейгерской школе, утверждённом императором Российской империи Александром ІІ.
Целью открытия штейгерской школы являлось «приготовление штейгеров, то есть мастеров рудного дела для каменноугольной области Донецкой».
По Положению штейгерская школа состояла в ведении начальника Луганского горного округа под ближайшим надзором управителя Луганского чугунолитейного завода.
Под учебный корпус было использовано одноэтажное здание в центре поселка Лисичанска, использовавшееся до этого под склады хлебных и продовольственных запасов для горнорабочих казённых рудников.
С 1881 года для штейгерской школы была введена в эксплуатацию при поддержке Министерства Государственных имуществ Российской империи в ведении, которого она находилась школьная шахта, единственная в своем роде среди учебных заведений горного профиля в Российской империи.
С 1887 года Лисичанская штейгерская школа была подчинена горному департаменту России.
С целью изучения опыта работы Лисичанской штейгерской школы, чтения лекций в 1880—1890 годы её посетили авторитетные ученые, государственные деятели, известные специалисты горнозаводского дела И. А. Тиме, А. И. Лутугин, В. К. Рашет, П. В. Кулибин, И. А. Архипов, К. А. Скальковский.
В 1888 г., с целью изучения развития угольной и соляной промышленности и подготовки специалистов-горняков, в Лисичанской штейгерской школе побывал выдающийся ученый Д. И. Менделеев, который прочитал ряд лекций и встреч с преподавателями. Результатом этого посещения явилась обзорная статья в журнале «Северный вестник», где, в частности, он писал: «Лисичанская штейгерская школа дает именно тот класс практических деятелей, каких вообще мало выпускают наши учебные заведения».
В 1907 году Лисичанская штейгерская школа находится в ведении Министерства торговли и промышленности Российской империи.
С 1876 по 1916 годы включительно в Лисичанской штейгерской школе было подготовлено 729 штейгеров, которые составили основу среднетехнического персонала угольного Донбасса.
С апреля 1916 года Лисичанская штейгерская школа преобразована в горное училище в соответствии с решением Государственного Совета Российской империи от 24 марта 1916 года, которое было принято законопроектом Государственной Думы о таком преобразовании.
С 1917 до 1920 годы, в период революции и гражданской войны, Лисичанское горное училище временно приостанавливало свою работу. С 1920 года — полностью возобновило свою деятельность.
Согласно постановлению первого совещания Комиссариата народного образования Советской России, проведенного в январе 1921 года, Лисичанское горное училище было преобразовано в горный техникум.
В Лисичанском горном техникуме в 1921 году было 3 специальности:
- горно-эксплуатационная;
- горно-механическая;
- маркшейдерская

с трёхлетним сроком обучения как по дневной форме, так и без отрыва от производства.
В 1922 году, по решению Комиссариата народного образования, Лисичанскому горному техникуму присвоено имя «Октябрьской революции» и он стал относиться к высшим учебным заведениям.
С 1923 года в Лисичанском горном техникуме начата подготовка, а затем комплектование учебных групп, обучающихся по программе ВУЗа (начата подготовка инженеров горного дела узкой специализации).
В 1929 года на учебно-производственной базе Лисичанского горного техникума, по решению Главного управления учебных заведений СССР, с целью обеспечения специалистами-горняками Донбасса и Кузбасса, открыт самостоятельный вечерний рабочий горный институт, находившийся в ведении народного Комиссариата тяжелой промышленности.
В 1929 году Лисичанскому горному техникуму было предоставлено двухэтажное кирпичное здание (ныне здание вычислительного центра ГП «Лисичанскуголь»).
В 1933 году в Лисичанском горном техникуме работали четыре предметные цикловые комиссии:
- горная;
- геолого-маркшейдерская;
- физико-математическая;
- историко-языковедческая.

Целью их работы являлось повышение эффективности организации и осуществления учебного процесса, учебно-методическая помощь в изучении предметов.
В 1932—1933 учебном году Лисичанский горный техникум по решению Главного управления учебными заведениями СССР был выделен в опорно-показательный по организации методической работы для всех техникумов Донбасса.
В 1933 году Лисичанский горный техникум — победитель Всесоюзного соревнования среди ВУЗов и техникумов на лучшую постановку учебного процесса. Он становится учебно-методическим центром горных техникумов страны.
В 1934 году, по решению Главного управления учебными заведениями СССР, Лисичанский горный институт, который был открыт на базе Лисичанского горного техникума, был закрыт, а студенты переведены для дальнейшего обучения в г. Сталино (г. Донецк) в Сталинский (Донецкий) горный институт.
В 1935 году контингент учащихся Лисичанского горного техникума достиг 550 человек. Средний выпуск специалистов с начала 30-х годов составил 95 человек.
В 1939—1940 учебном году в техникуме работало 7 предметных цикловых комиссий:
- горная;
- горно-электромеханическая;
- геодезическо-маркшейдерская;
- физико-математическая;
- геолого-минералогическая;
- литературно-языковедческая;
- социально-экономическая и военно-спортивная.

По заданию Главного управления учебными заведениями СССР предметные цикловые комиссии подготовили новые учебные программы по основным предметам всех специальностей, которые вошли в первый сборник программ горных техникумов, изданный в 1939 году.
10 июля 1942 года, в связи с оккупацией г. Лисичанска немецко-фашистскими войсками, Лисичанский горный техникум временно прекратил свою деятельность. В связи с оккупацией и военными действиями документы о деятельности техникума за довоенный период не сохранились.
Возобновил свою деятельность Лисичанский горный техникум после освобождения города от немецко-фашистской оккупации на основании приказа Народного Комиссариата угольной промышленности СССР от 23 февраля 1943 года № 120 в подчинении народного Комиссариата угля СССР.
С 23 февраля 1943 года по 5 марта 1958 года фондообразователь носит название: Лисичанский горный техникум, г. Лисичанск, Ворошиловградской области.
С 1944 года были открыты 3 специальности:
- «Разработка угольных месторождений»;
- «Горная электромеханика»;
- «Маркшейдерское дело».

В 1953 году сдан в эксплуатацию новый учебный комплекс для Лисичанского горного техникума, где он и находится по настоящее время
С января 1944 года по декабрь 1957 года Лисичанский горный техникум находился в подчинении Наркомугля СССР.
В 1955 году в техникуме было организовано вечернее отделение по специальностям:
- «Подземная разработка угольных месторождений»;
- «Горная электромеханика».

С января 1958 года по март 1958 года Лисичанский горный техникум находился в подчинении отдела руководящих кадров и учебных заведений Луганского экономического административного района.
С 05 марта 1958 года в связи с Указом Президиума Верховного Совета УССР Ворошиловградская область переименована в Луганскую.
С марта 1958 года по декабрь 1962 года Лисичанский горный техникум находился в подчинении отдела руководящих кадров и учебных заведений Луганского экономического административного района.
С 1963 по 1965 годы Лисичанский горный техникум находится в подчинении отдела руководящих кадров и учебных заведений Донецкого экономического административного района.
С марта 1958 года по январь 1970 год фондообразователь носит название: Лисичанский горный техникум, г. Лисичанск, Луганской области.
В 1964—1965 учебном году были открыты специальности:
- на дневном отделении:
  - «Электрооборудование промышленных предприятий и установок»;
  - «Планирование на предприятиях горной промышленности»;
- на вечернем отделении:
- «Теплотехническое оборудование промышленных предприятий»;
- «Планирование на предприятиях горной промышленности»;
- «Бухгалтерский учет».

В 1966/1967 учебном году была дополнительно открыта специальность «Геология, поиск и разведка месторождений полезных ископаемых»
В 1967/1968 учебном году — дополнительно открыта новая специальность «Техника разведки месторождений полезных ископаемых».
В 1968 году закончена подготовка специалистов по специальности «Бухгалтерский учет».
С января 1966 по 1990 годы Лисичанский горный техникум находился в подчинении Управления кадров и учебных заведений Министерства угольной промышленности СССР. Распорядительные документы об изменении подведомственности в техникуме не сохранились.
С 5 января 1970 года в связи с Указом Президиума Верховного Совета УССР Луганская область переименована в Ворошиловградскую. С января 1970 г. по сентябрь 1973 г. фондообразователь носит название: Лисичанский горный техникум, г. Лисичанск, Ворошиловградской области.
Подготовка специалистов по специальности «Технологическое оборудование промышленных предприятий» закончена в 1969 году, а по специальности «Электрооборудование промышленных предприятий и установок» — в 1970 году.
Указом Президиума Верховного Совета СССР № 4841-VIII от 21.09.1973 г. Лисичанский горный техникум в связи со 100-летием и большим вкладом в дело подготовки кадров для угольной промышленности был награждён орденом Трудового Красного Знамени. С 21 сентября 1973 года по май 1990 года фондообразователь носит название: Лисичанский ордена Трудового Красного Знамени горный техникум, г. Лисичанск, Ворошиловградской области.
С 4 мая 1990 г. в связи с Указом Президиума Верховного Совета УССР Ворошиловградская область переименована в Луганскую.
С мая 1990 года по настоящее время[уточнить] фондообразователь носит название: Лисичанский ордена Трудового Красного Знамени горный техникума, г. Лисичанск, Луганской области.
С 1991 по 1995 годы Лисичанский ордена Трудового Красного Знамени горный техникум находился в подчинении Министерства высшего образования Украины.
В 1991 году по приказу Министерства высшего образования Украины в Лисичанском горном техникуме дополнительно открыта новая специальность «Прикладная экология».
С 1995 по 2000 годы Лисичанский горный техникум находился в подчинении Министерства образования Украины.
В связи с изменением названия министерства с 2000 года Лисичанский горный техникум стал находится в подчинении Министерства образования и науки Украины.
На 1 января 2005 года в Лисичанском горном техникуме работало 12 предметных цикловых комиссий:
- социально-экономических дисциплин;
- физико-математических и информатики;
- общетехнических дисциплин;
- горных дисциплин;
- маркшейдерских дисциплин;
- экологических дисциплин;
- гуманитарных дисциплин;
- физического воспитания;
- экономических дисциплин;
- электромеханических дисциплин;
- геологоразведочных дисциплин;
- автомеханических дисциплин.

На 1 января 2005 года контингент студентов на дневном (855 чел.) и заочном (295 чел.) отделении составлял 1150 человек.
6 июня 2022 года колледж сгорел вследствие обстрела со стороны ВС РФ, так как в здании колледжа было расположено командование бригады ВСУ,  осуществлявшей оборону соседнего города Рубежное. В результате попадания главное здание и спортзал полностью сгорели, ВСУ покинули территорию учебного заведения. 
По состоянию на 2024 год здание брошено и восстановлению не подлежит 

## Специальности
Лисичанский горный техникум относится к высшим учебным заведениям І уровня аккредитации и готовит младших специалистов по следующим специальностям:
- Бурение нефтяных и газовых скважин.
- Экономика предприятия.
- Эксплуатация и ремонт горного электромеханического оборудования и автоматических устройств.
- Маркшейдерское дело.
- Обслуживание и ремонт автомобилей и двигателей.
- Поиск и разведка геологическими методами.
- Прикладная экология.
- Технология подземной разработки полезных ископаемых.

## Награды
- Орден Трудового Красного Знамени